# Bruno Schleinstein
Bruno Schleinstein, connu également sous le nom de Bruno S., est un acteur et musicien allemand né à Berlin-Friedrichshain le 2 juin 1932 et mort à Berlin le 11 août 2010.
Ancien interné d'asile psychiatrique, il est connu pour avoir interprété le rôle principal du film L'Énigme de Kaspar Hauser (1974) de Werner Herzog, que le réalisateur lui confie après l'avoir repéré dans un documentaire retraçant sa vie.

## Biographie
Bruno Schleinstein est le fils illégitime d'une prostituée qui le bat à tel point qu'il devient temporairement sourd à l'âge de trois ans. Cela le conduit à passer son enfance dans divers établissements psychiatriques ; il y passera 23 ans. Autodidacte, en plus de la peinture, il apprend à jouer de divers instruments de musique, dont le piano et l'accordéon. Musicien de rue, il travaille également en usine. 
Le réalisateur Werner Herzog le découvre grâce au documentaire de 1970, Bruno der Schwarze, es blies ein Jäger wohl in sein Horn de Lutz Eisholz et s'engage à lui procurer un rôle dans un de ses films. Malgré son inexpérience, Herzog lui confie en 1974 le rôle principal dans son film L'Énigme de Kaspar Hauser, qui raconte l'histoire authentique d'un jeune homme amnésique et sauvage découvert au début du XIXe siècle en Allemagne. 
Deux ans plus tard, en 1976, Schleinstein joue dans un autre film de Werner Herzog, La Ballade de Bruno, que Herzog a écrit en quatre jours spécialement à son intention. La Ballade de Bruno contient une série d'allusion biographiques à la vie de Schleinstein, comme l'utilisation dans le film de son propre appartement. Schleinstein joue dans le film de ses propres instruments.
En 2003, son ami le photographe et cinéaste Berlinois Miron Zownir produit un documentaire à son sujet, Bruno S. - Estrangement is Death (de son titre original : Bruno S. - Die Fremde ist der Tod). 
Schleinstein meurt le 11 août 2010 dans son appartement à Berlin d'insuffisance cardiaque congestive. Herzog lui rend alors hommage en déclarant : « Dans tous mes films, et de tous les grands acteurs avec qui j'ai travaillé, il était le meilleur. Il n'y a personne qui vient avant lui. Dans son humanité et la profondeur de sa performance, il n'y a personne comme lui. »

## Filmographie
- 1970 : Bruno der Schwarze, es blies ein Jäger wohl in sein Horn de Lutz Eisholz
- 1974 : L'Énigme de Kaspar Hauser de Werner Herzog
- 1976 : La Ballade de Bruno de Werner Herzog
- 1977 : Liebe das Leben, lebe das Lieben de Lutz Eisholz
- 2003 : Bruno S. – Die Fremde ist der Tod de Miron Zownir
- 2009 : Phantomanie de Miron Zownir
- 2011 : Avé (en) de Konstantin Bojanov (Bulgarie)